# Melampyrum koreanum
Melampyrum koreanum är en snyltrotsväxtart som beskrevs av K.J.Kim och S.M.Yun. Melampyrum koreanum ingår i släktet kovaller, och familjen snyltrotsväxter. Inga underarter finns listade i Catalogue of Life.